# Pseudodonzela-majestosa
A pseudodonzela-majestosa (Manonichthys splendens), é uma espécie de peixe recifal da família Pseudochromidae, a mesma família das pseudodonzelas e blênios-enguia. Antigamente era considerada uma espécie do gênero Pseudochromis, mas foi movida para o gênero Manonichthys, por Paxton, Allen e Gill.
A pseudodonzela-majestosa é nativa do Oceano Pacífico, podendo ser encontrada das Filipinas para a Indonésia até a Austrália. Para alguns cientistas, as populações da Austrália são completamente distintas das outras populações.